# 우이신설경전철 UL000호대 전동차
우이신설경전철 UL000호대 전동차는 2017년 9월 서울 경전철 우이신설선 개통과 함께 도입된 경전철이다. 현재 총 2량 18개 편성(36량)이 운행하고 있다. 또한 김포골드라인운영 1000호대 전동차가 이 차량을 기반으로 만들었으나 전면부 형상 및 도색에서 차이점을 보인다.

## 도입 역사
이 차량은 대한민국 독자기술로 제작된 경전철 차량으로 신분당선, 인천 도시철도 2호선, 의정부 경전철, 용인 경전철, 부산 도시철도 4호선, 부산-김해 경전철, 대구 도시철도 3호선과 같이 무인 운전으로 운행된다. 2013년 12월에 차량 제작에 착수하여 총 36량이 반입됐다.
차량번호 부여는 2015년 6월에 다음과 같이 3가지가 부여되었다.
- UL1(2)XX: U는 Ui를, L은 경전철(Light rail transit)을, 1(2)는 전면부(1)와 후면부(2)를, XX는 편성번호를 의미한다.
- L11(2)XX: 우이신설경전철에서 제안한 것으로 L은 경전철(Light rail transit)을, 1은 서울시 최초를, 1(2)는 전면부(1)와 후면부(2)를, XX는 편성번호를 의미한다.
- SL11(2)XX: S는 서울(Seoul)을, L은 경전철(Light rail transit)을, 1은 서울시 최초를, 1(2)는 전면부(1)와 후면부(2)를, XX는 편성번호를 의미한다.[2]

이중에서 두번째와 세번째 안은 서울시 최초의 경전철이라는 의미이나 추후 건설되는 타 노선과 차량번호 구별이 어렵다는 단점이 있으며, 첫번째 안은 운행지역인 우이동(U) 명칭을 차량번호 앞에 표기하여 추후 건설되는 타 노선 경전철과 구별이 용이하고 각종 데이터 기록유지에 유리하다고 검토됐다.

## 편성
2량 1편성으로 운행하고 있다.
|  | ◇◇    | ◇◇    |  |
|  |       |       |  |
|  | UL1## | UL2## |  |
|  |       |       |  |
|  |       |       |  |

## 배속
- UL001~UL018편성: 우이차량사업소, 2량

## 현재 운행 구간
- ● 서울 경전철 우이신설선: 북한산우이(도선사입구) - 신설동

## 현황
현재 운행중인 차량은 가독성을 높이기 위해 굵은 글씨로 표시했다. 
| 차호       | 도입 시기 | 운행 중단 시기 | 비고 |
| ---------- | --------- | -------------- | ---- |
| UL001 편성 | 2015년    | 운행 중        |      |
| UL002 편성 | 2015년    | 운행 중        |      |
| UL003 편성 | 2015년    | 운행 중        |      |
| UL004 편성 | 2015년    | 운행 중        |      |
| UL005 편성 | 2015년    | 운행 중        |      |
| UL006 편성 | 2015년    | 운행 중        |      |
| UL007 편성 | 2015년    | 운행 중        |      |
| UL008 편성 | 2015년    | 운행 중        |      |
| UL009 편성 | 2015년    | 운행 중        |      |
| UL010 편성 | 2015년    | 운행 중        |      |
| UL011 편성 | 2015년    | 운행 중        |      |
| UL012 편성 | 2015년    | 운행 중        |      |
| UL013 편성 | 2015년    | 운행 중        |      |
| UL014 편성 | 2015년    | 운행 중        |      |
| UL015 편성 | 2015년    | 운행 중        |      |
| UL016 편성 | 2015년    | 운행 중        |      |
| UL017 편성 | 2015년    | 운행 중        |      |
| UL018 편성 | 2015년    | 운행 중        |      |

## 사진

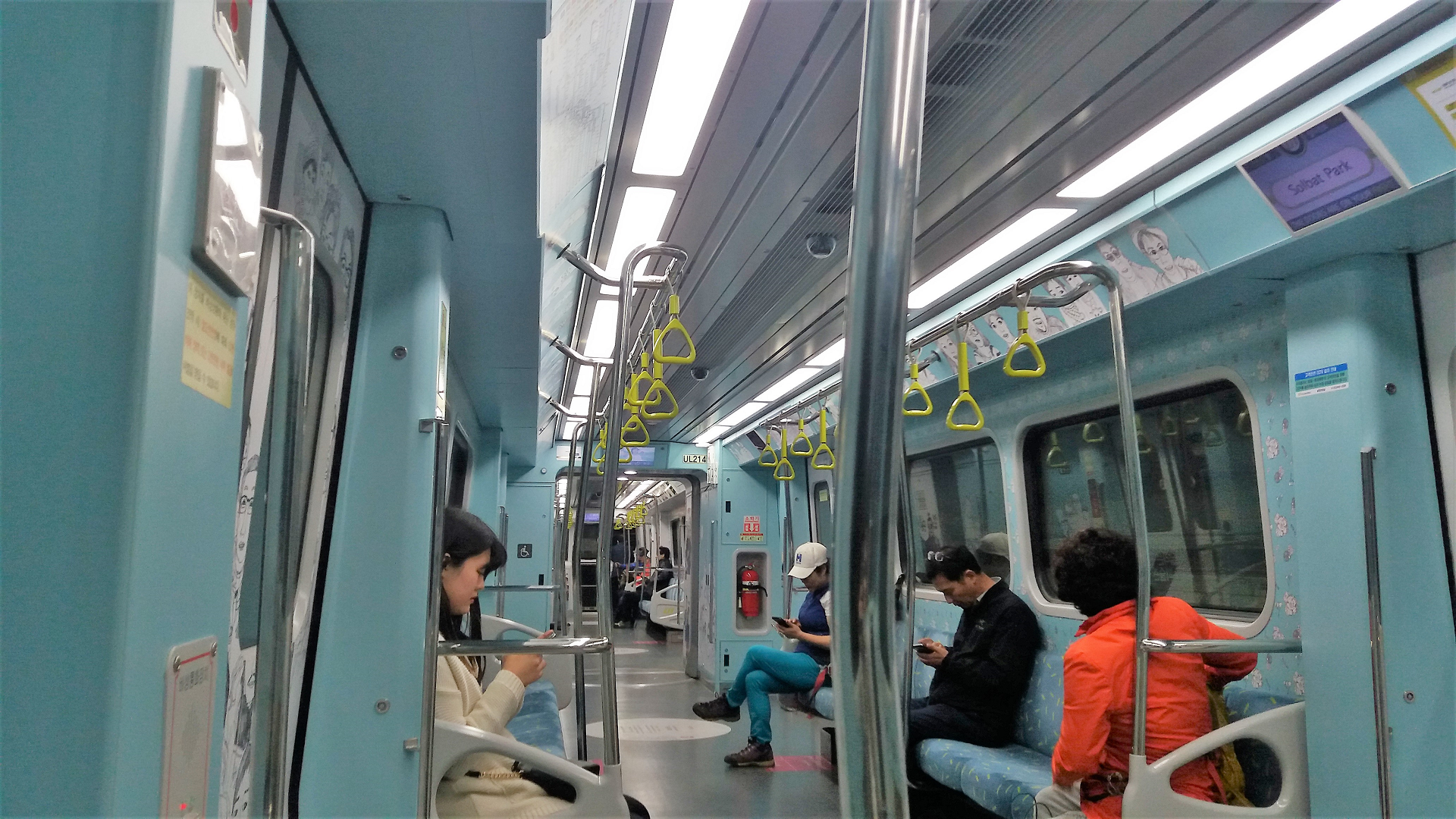
차량 내부
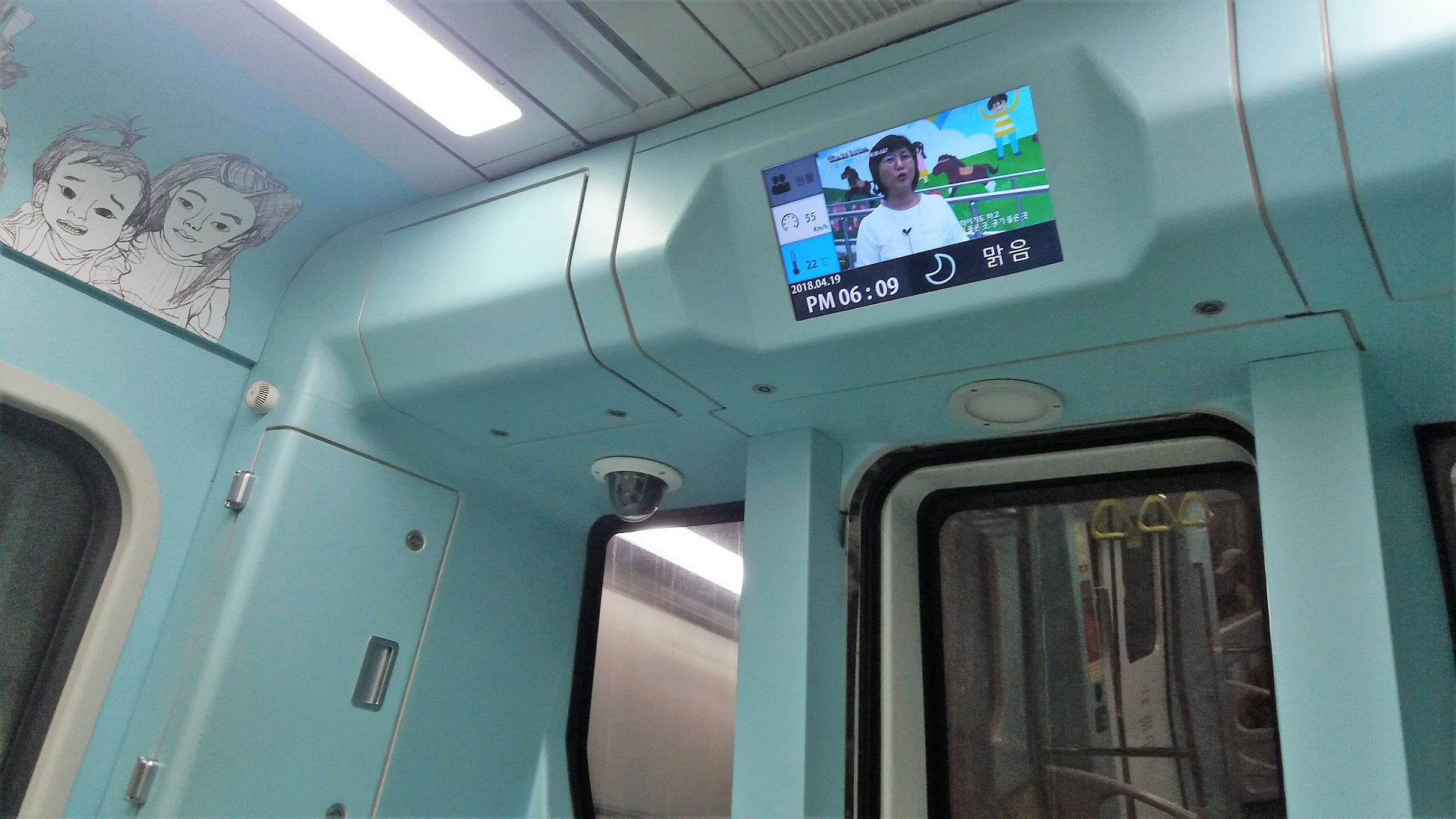
후면

## 같이 보기
- 서울 경전철 우이신설선